# امل جراح
اَمَل جَرّاح (۱۹۴۵ – ۶ فوریه ۲۰۰۴) شاعر و رمان‌نویس سوری بود.در روستای مرجعیون در جنوب لبنان از پدر و مادری سوری به دنیا آمد. در دمشق تحصیل کرد و در سال ۱۹۶۷ با یاسین رفاعیه، داستان‌نویس سوری، ازدواج کرد، آنها برای زندگی در بیروت نقل مکان کردند که پس از شروع جنگ داخلی در دههٔ هفتاد به لندن رفتند و دوباره به آنجا بازگشتند. او رمان «مرا در آغوشت بگیر» را در سال ۱۹۶۷ نوشت، اما تا پس از مرگش با عنوان «رمان نفرین شده» در سال ۲۰۱۰ منتشر نشد. در طول حیات ادبی خود، پنج مجموعه شعر چاپ کرد. جراح مدت‌ها از عوارض بیماری قلبی رنج می‌برد و تحت عمل‌های جراحی متعددی قرار گرفته بود تا اینکه در سن ۵۹ سالگی در بیروت درگذشت و همان‌جا به خاک سپرده شد.

## زندگی و پیشه
امل نادر الجراح از پدر و مادری سوری در مرجعیون، استان نبطیه، در جنوب لبنان در سال ۱۹۴۵ به دنیا آمد. او برای زندگی با پدرش که برای شرکت تاپلین در حیفا کار می‌کرد، به فلسطین نقل مکان کرد و پس از جنگ ۱۹۴۸ به دمشق بازگشت. تحصیلات خود را در دمشق گذراند.
شعر سرودن را از جوانی آغاز کرد و از میانهٔ دهه شصت شاعر حرفه‌ای شد. در سال ۱۹۶۷ با یاسین رفاعیه، نویسندهٔ سوری، ازدواج کرد.با شروع کار شوهرش در مجلهٔ «الاحد» متعلق به ریاض طه، با هم به بیروت رفتند. در سال ۱۹۶۹ در مسابقه‌ای که توسط مجلهٔ «الحسناء» برگزار شد، شرکت کرد و رمان او با عنوان «مرا در آغوش بگیر» برندهٔ جایزهٔ هیئت داوران متشکل از انسی الحاج، جبرا ابراهیم جبرا و رفیق خوری شد. این رمان تا پس از مرگ او تحت عنوان «رمان نفرین‌شده» در سال ۲۰۱۰ منتشر نشد.در همان سال دچار مشکلات قلبی شد و از سوی وزارت ارتباطات سوریه برای درمان به آلمان شرقی اعزام شد و اولین عمل قلب خود را انجام داد. در ۱۹۷۰، مشکلات قلبی او بازگشت، روزنامهٔ «النهار» او را به هیوستون، آمریکا فرستاد، جایی که مایکل دی‌بیکی عمل جراحی دوم را انجام داد و دریچهٔ مصنوعی را کاشت.در ۱۹۷۱ اولین مجموعه شعر خود را با عنوان «نامه‌های یک زن دمشقی به فدائیان فلسطین» (به عربی: رسائل إمراة دمشقية إلى فدائي فلسطيني) منتشر کرد. در سال ۱۹۷۲، «زنی از موم و خورشید»، در ۱۹۷۵ «بلبلی که در جنگل گریه کرد» و در ۱۹۸۵ «بید نامش را می‌نویسد» از مجموعه شعرهای وی چاپ شد. جراح، شرایط جنگ داخلی لبنان (۱۹۷۵–۱۹۹۰) را زیست که بر سلامتی او تأثیر گذاشت، بنابراین در سال ۱۹۸۶ به لندن منتقل شد و سومین عمل جراحی خود را توسط یک جراح ایرانی به نام شابو انجام داد.

## درگذشت
در سال ۲۰۰۲، سلامتی او رو به وخامت گذاشت و در آخرین روزهای زندگی، پس از چهارمین عمل جراحی قلب که در بیروت انجام داد، هیچ کمکی به او نشد.او پس از مبارزه با بیماری در ۶ فوریه ۲۰۰۴ در بیروت درگذشت و در گورستان شهدا به خاک سپرده شد.او تصمیم گرفته بود که در بیروت، در نزدیکی پدرش به خاک سپرده شود، از سفر به لندن، جایی که پسر و دخترش در آن زندگی می‌کردند، امتناع کرد و به شوهرش گفته بود: «می‌خواهم اینجا در بیروت بمیرم».یک سال پس از درگذشتش، کتابی با عنوان «امل جراح، شاهدخت غم و غرور» (به عربی: أمل جرّاح أميرة الحزن والكبرياء)، توسط دارالخیال در بیروت منتشر شد که شامل نوشته‌های شماری از برجسته‌ترین نویسندگان و شاعران عرب دربارهٔ اوست که پس از مرگش منتشر شده‌اند، سخنانی که در مراسم یادبود او به مناسبت چهلمین روز درگذشتش در دمشق بیان شد، اشعاری از آخرین مجموعه اشعار او که پس از مرگش منتشر شد، همراه عکس‌های بسیاری از او.

## زندگی شخصی
امل جراح در سال ۱۹۶۷ با یاسین رفاعیه ازدواج کرد و یک پسر به نام بسام و یک دختر به نام لینا به دنیا آورد.لینا که در بریتانیا با یک جوان انگلیسی ازدواج کرده بود، به سرطان مبتلا شد و دو دختر به دنیا آورد و پس از ماه‌ها از درگذشت مادرش، درگذشت. بسام در لندن که سال‌ها خانواده در آن زندگی می‌کردند، پس از درگذشت مادرش به بیروت بازگشت.

## آثار
از جمله مجموعه‌های شعری وی:
- رسائل إمراة دمشقية إلى فدائي فلسطيني: ۱۹۷۰.
- إمراة من شمع وشمس: ۱۹۷۲.
- وصاح عندليب في غابة: ۱۹۷۵.
- صفصافة تكتب اسمها: ۱۹۸۶.
- بكاء كأنه البحر: ۲۰۰۴.

همچنین:
- خذني بين ذراعيك: ۱۹۶۷، چاپ‌شده با عنوان الرواية الملعونة: در ۲۰۱۰.
- هؤلاء: ۲۰۱۶.